# Viky
Viky (ur. 3 sierpnia 1999) – indyjski zapaśnik walczący w stylu wolnym. Zajął szesnaste miejsce na mistrzostwach świata w 2022 roku. 
Wicemistrz Azji w 2019 i trzeci w 2022. Ósmy w Pucharze Świata w 2018. 
Trzeci na mistrzostwach Azji U-23 w 2022, a także MŚ juniorów w 2019 i kadetów i Azji w 2016 roku.